# Desaparición de Corrie McKeague
Corrie McKeague (nacido el 16 de septiembre de 1993) desapareció en las primeras horas del 24 de septiembre de 2016 en el área de Bury St Edmunds de Suffolk, Inglaterra. Antes de desaparecer, trabajaba como artillero del Regimiento de la Real Fuerza Aérea Británica.
McKeague fue visto por última vez en imágenes de circuito cerrado de televisión del centro de la ciudad, entrando en un callejón sin salida que contenía una serie de contenedores con ruedas. Su teléfono móvil fue rastreado por GSM a lo largo de una ruta entre Bury St Edmunds y un vertedero cerca de Barton Mills. La policía de Suffolk inicialmente se mostró reacia a buscar los restos de McKeague en el vertedero porque se estimaba que el camión de recogida de desechos que recorrió dicha ruta en ese momento transportaba una carga de solo 15 kg al llegar al vertedero. Sin embargo, en marzo de 2017, la policía descubrió que el camión llevó un peso significativamente mayor, más de 100 kg.
Si bien la desaparición de McKeague sigue bajo investigación y el caso continúa atrayendo publicidad generalizada, las autoridades, pero no la familia, creen que McKeague fue aplastado por el camión de recogida se desechos y sus restos están en el vertedero de Barton Mills.
La policía de Suffolk ha gastado más de 2.1 millones de £ investigando la desaparición de McKeague, convirtiéndola en una de las investigaciones de personas desaparecidas más caras que la policía haya llevado a cabo y, en palabras de la policía de Suffolk, trajo grandes presiones sobre la policía. La búsqueda de McKeague se suspendió en marzo de 2018.

## Vida
McKeague nació en Perth en septiembre de 1993 y se crio en Cupar, Fife, antes de mudarse a Dunfermline, Fife, Escocia a la edad de nueve años, luego del divorcio de sus padres. McKeague y sus dos hermanos, Darroch y Makeyan, fueron criados por su madre y asistieron a la Escuela Primaria St Margarets y a la Escuela Secundaria St Columba en Dunfermline. McKeague se unió al Regimiento de la RAF en 2013 y fue enviado al Regimiento de la Fuerza Aérea Real del Escuadrón n.º II con sede en la base RAF Honington después de su entrenamiento inicial en el Regimiento en la misma base. McKeague era artillero y revisor senior de aviones en el escuadrón.
En enero de 2017, April Oliver, de 21 años, anunció que estaba embarazada de un bebé de McKeague. Ni ella ni McKeague estaban al tanto del embarazo en el momento de su desaparición. Habían estado saliendo durante 5 meses. La señorita Oliver estaba de vacaciones en Estados Unidos cuando McKeague desapareció, pero interrumpió las vacaciones para regresar al Reino Unido. El 18 de junio de 2017, Oliver anunció que había dado a luz a una hija, Ellie-Louise, el 11 de junio de 2017.

## Desaparición

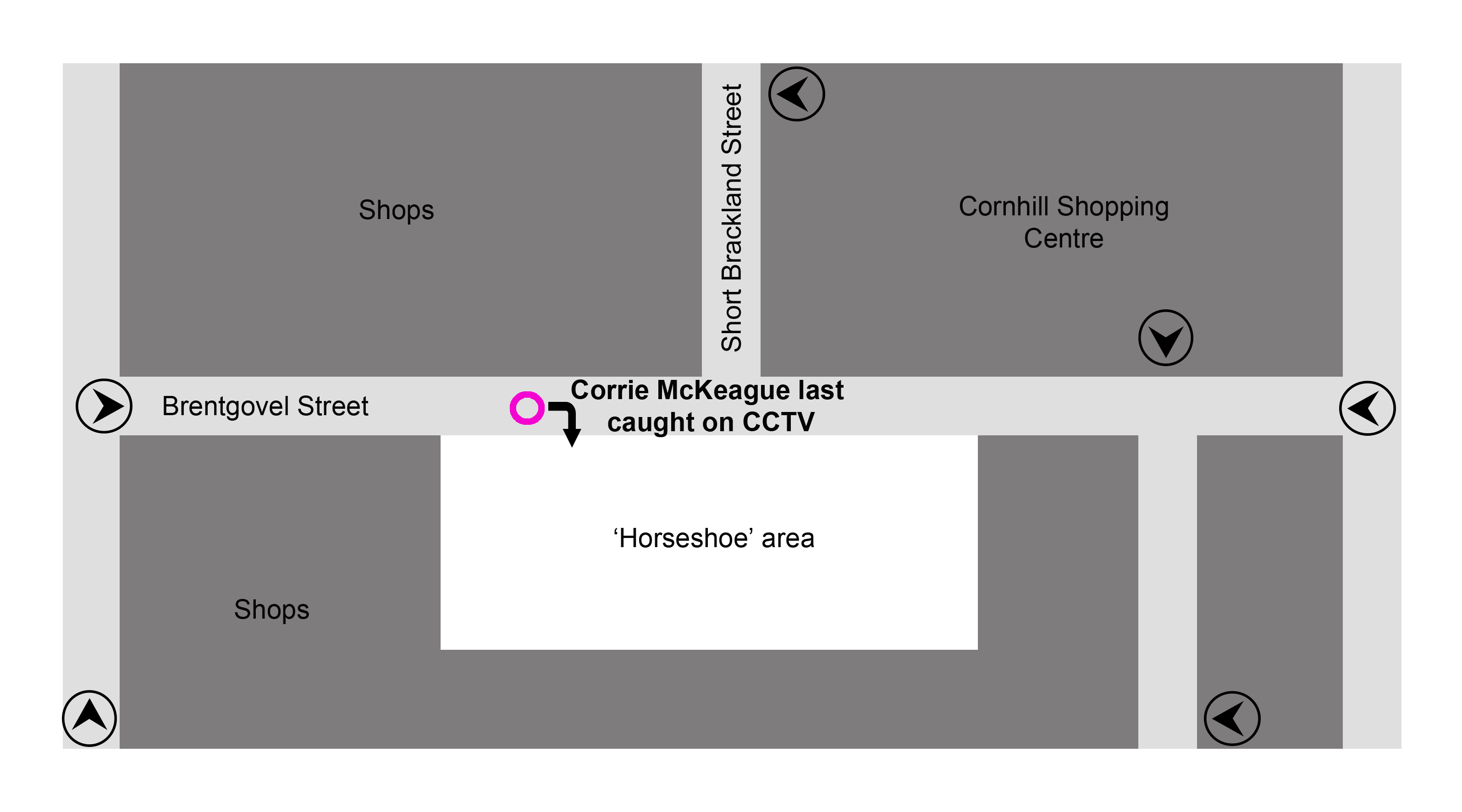
Croquis del centro de la ciudad de Bury St Edmunds donde desapareció McKeague, mostrando la posición de las cámaras de CCTV

En la noche del 23 de septiembre de 2016, McKeague estuvo bebiendo con amigos en Bury St. Edmunds. Había llegado a la ciudad con la intención de dejar allí su automóvil durante la noche. Se separó de sus amigos en las primeras horas del 24 de septiembre, después de abandonar el club nocturno Flex en St Andrews Street South. El portero del Flex recuerda haberle pedido a McKeague que se fuera porque estaba demasiado borracho para quedarse. Comentó que McKeague no constituía "ningún problema" y que luego conversaron en la calle. McKeague estuvo en el restaurante de comida para llevar Mama Mia, su restaurante habitual, entre la 1:15 y la 1:30, según los informes. La última vez que se vio a McKeague fue en una grabación de las cámaras de circuito cerrado de televisión a las 3:25. Estaba en la calle Brentgovel, entrando en un "callejón sin salida", donde había una serie de contenedores con ruedas. No hubo imágenes de él saliendo del callejón. Las imágenes de CCTV también sugirieron que McKeague había dormido brevemente en una puerta antes de despertarse y seguir hacia el callejón. No se cree que tuviera la intención de volver caminando a su base de RAF Honington, que está a 16 km al noreste de la ciudad por carreteras secundarias.
Nicola Urquhart, su madre, declaró que su hijo no había regresado desde la ciudad a la base de Honington en ninguna ocasión anterior. Sin embargo, según su madre y algunos amigos McKeague en el pasado sí que había ido solo a la ciudad, allí había comprado comida y dormido algunas veces.
Como tenía el fin de semana libre, McKeague no fue dado por desaparecido hasta el 26 de septiembre (el lunes siguiente) cuando no se presentó a trabajar. Desde que fue reportado como desaparecido, el equipo de búsqueda y rescate de Suffolk Lowland (SULSAR) se unió a la policía en la búsqueda por la zona de los alrededores de Bury St Edmunds y Honington junto con los propios equipos de búsqueda y rescate de la RAF que fueron reforzados con búsquedas con helicópteros de la policía.
Hubo un avistamiento no confirmado de McKeague en la parte trasera de una fábrica de azúcar en Bury St Edmunds a las 4:20 pero la policía enfatizó que esto fue investigado y la persona involucrada no era McKeague. El último avistamiento autenticado conocido fue en el circuito cerrado de televisión en la calle Brentgovel.

## Investigación

### Primeras teorías
En la mañana de la desaparición de McKeague, su teléfono móvil se había desplazado de Bury St Edmunds a Barton Mills, a unos 19 km hacia el noroeste, a lo largo del corredor de la carretera A1101. Los datos del teléfono indicaron que este viaje duró 28 minutos, lo que significa que no podría haber sido llevado a esa distancia por alguien que fuera a pie. En octubre, la policía de Suffolk investigó un camión de recogida de desechos que se suponía que podía contener su teléfono móvil, pero la línea de investigación no condujo a nada. Se observó que el camión de basura investigado solo llevaba un peso de 15 kg al llegar a descargar, por lo tanto, no podría haber llevado a McKeague ya que este pesaba alrededor de 90 kg. Esto llevó a realizar búsquedas a lo largo de la ruta del camión entre las dos ciudades. El teléfono móvil estaba apagado a las 8:00, se quedó sin batería o se dañó y no se encontró.
Uno de los focos de la investigación ha sido si alguien llevó en automóvil a McKeague mientras caminaba de regreso a su base. Su madre dijo que quizás Corrie hubiera subido a algún vehículo que se ofreciera a llevarle, ya que él se ofrecía a llevar a un autoestopista si iba conduciendo y veía a alguien caminando solo. También se apeló a cualquiera que pudiera haberle tomado como autoestopista para que se presentara, incluso aunque hubiera sucedido algo malo. La policía creía que McKeague no estaba en Bury St Edmunds. La superintendente Katie Elliott declaró en una entrevista a Forces TV con Nicola Urquhart que podría haber habido participación de terceros y que la policía no descartaba nada.
La investigación también revisó partes del polígono industrial Hollow Road en Bury St. Edmunds y Great Livermere, un pequeño pueblo cerca del RAF Honington en la supuesta ruta de McKeague de regreso a su base. Junto con la Policía de Transporte Británica, la Policía de Suffolk buscó a lo largo de las líneas de ferrocarril en la zona y algunas de las carreteras fueron cerradas para permitir búsquedas exhaustivas. En noviembre de 2016, un tramo de la calzada hacia el este de la carretera A14 se cerró entre los cruces 44 y 45 ( Moreton Hall y Rougham ) para buscar a McKeague.
El 10 de octubre, un cuerpo desmembrado y quemado fue encontrado en una maleta cerca de la carretera A628 cerca de Tintwistle en Derbyshire. Las investigaciones iniciales llevaron a la policía a afirmar que el cuerpo era el de un hombre blanco menor de 50 años. Sin embargo, un análisis de ADN resultó negativo y la policía de Derbyshire confirmó que el cuerpo no era el de McKeague.

### CCTV evidencia y búsquedas
En noviembre de 2016, se reveló que en las dos horas transcurridas entre las 3:00 y las 5:00 en la mañana del 24 de septiembre de 2016, se podía ver a 39 personas en la misma cámara de CCTV que fue la última en registrar los últimos movimientos de McKeague. A pesar de las repetidas llamadas, 23 de estas personas no pudieron ser identificadas. La policía de Suffolk instaló un 'puesto' en una Feria de Navidad en Bury St Edmunds, entre el 24 y el 25 de noviembre de 2016, y se alentó al público a visitar el puesto para ayudar a establecer las identidades de las 23 personas. Para el 4 de diciembre, 13 personas habían sido identificadas positivamente.
En diciembre de 2016 fueron revisados 13 km² de bosque entre Barton Mills y RAF Honington por voluntarios y personal del Equipo de Búsqueda y Rescate de Suffolk Lowland. El área de búsqueda, previamente no examinada, se centró en el área de King's Forest, con la posibilidad de que McKeague hubiera sido golpeado por un vehículo en su camino a la base. El área fue declarada oficialmente despejada a fines del 17 de diciembre. Urquhart dijo que se había preparado mentalmente para encontrar el cuerpo de su hijo.

### Declaración de Urquhart y el teléfono móvil
En diciembre de 2016, Urquhart declaró públicamente que la policía de Suffolk no estaba investigando adecuadamente la desaparición de su hijo. El fondo de apelación recaudado a nombre de Corrie había atraído fondos de más de 50,000 £ a fines de diciembre de 2016 y Urquhart estaba considerando contratar a un investigador privado para seguir líneas de investigación que creía que la policía no había seguido. La policía de Suffolk defendió sus acciones diciendo "Estamos muy enfocados en encontrar a Corrie. Aunque es una investigación de personas desaparecidas, le hemos dado los mismos recursos que a una investigación importante. No hemos descartado ninguna posibilidad ". Urquhart pospuso la contratación de un investigador después de que la policía de Suffolk decidió investigar un incidente en el que tres hombres habían sido vistos, el 25 de septiembre, incendiando un automóvil. Más tarde, la policía dijo que no había vínculo entre el incendio del automóvil y la desaparición de McKeague. En la misma entrevista, Urquhart describió a su hijo como una "granada de mano social" y que le habría encantado entrar en el auto de un extraño.
En enero de 2017, se encontró la parte posterior de un teléfono móvil cerca de donde se detectó la última señal del teléfono de McKeague. Sin embargo, como la parte no contenía "componentes esenciales", como una tarjeta SIM o cualquier parte electrónica, la policía dijo que sería imposible vincularla con la desaparición y que no se realizarían más análisis. Sin embargo, la policía anunció que estaban examinando las actividades de McKeague en sitios web de intercambio de pareja. Su familia había proporcionado a Suffolk Constabulary su nombre de usuario para al menos un sitio.

### Búsqueda en vertederos
En febrero de 2017, la policía comenzó a buscar en el vertedero previamente identificado como el último lugar donde se encontraba su teléfono móvil cuando se conectó a una torre. Esto se hizo así por la creencia de que McKeague había dormido en un contenedor en el área de Horseshoe y había sido aplastado hasta la muerte cuando el camión del contenedor recolectó el contenido del contenedor y lo transportó al vertedero. Mientras que la policía de Suffolk declaró que McKeague había dormido en un contenedor en el área de Horseshoe, su familia dijo que no creían esta versión de los hechos. Señalan el hecho de que estaba orgulloso de su apariencia y, de ser necesario, podría haber ido a dormir en su automóvil, que no estaba muy lejos.
La búsqueda fue planeada para cubrir 920 m a una profundidad de 7,6 m y se esperaba que tomara diez semanas. El 13 de febrero, la madre de McKeague anunció que se retiraría la recompensa de 50,000 £ ofrecida por información sobre su hijo, si nadie se presentaba en la semana siguiente. En mayo de 2017, se reveló que la búsqueda le había costado a la policía de Suffolk 1 millón de £ y que podría llevar más tiempo que las 10 semanas estimadas. Esto hizo que el caso fuera una de las investigaciones de personas desaparecidas más caras que la policía de Suffolk haya investigado. En mayo, habían tamizado 3,000 tonelas de residuos.
El 1 de marzo, un hombre de 26 años fue arrestado bajo sospecha de intentar pervertir el curso de la justicia. No era el conductor del camión de basura ni un pariente de McKeague. El 7 de marzo, el sospechoso fue liberado y la policía declaró que creía que había cometido un error y que el cargo había sido retirado. Junto con esto, la policía reveló que se había cometido un error en los cálculos del peso del camión de basura y que este estaba cerca de los 100 kg. Urquhart declaró en Facebook que "Esto realmente puede ser devastador, solo significa una cosa".
El 5 de junio se habían registrado alrededor de 4.430 toneladas de desechos, pero una portavoz de la policía dijo: "El trabajo se revisa constantemente y la búsqueda continuará semana a semana ".
El 21 de julio de 2017, 20 semanas después de la búsqueda en el vertedero, la superintendente detective Katie Elliott, de la policía de Suffolk, anunció en una conferencia de prensa que la búsqueda en el vertedero había llegado a su fin sin resultados positivos de McKeague. Se encontró un cráneo humano en el sitio en abril de 2017, pero se descubrió que era de una mujer y se remontaba a antes de 1945. La policía logró rastrear a la persona que lo había enviado al vertedero y consideraron que no había circunstancias sospechosas.
Entre febrero y julio, la policía había tamizado 6,500 toneladas de residuos en el vertedero. La búsqueda entonces se centró en los residuos incinerados y la policía también inició una revisión exhaustiva de la investigación. Nicola Urquhart también reconoció públicamente la posibilidad de que McKeague nunca fuese encontrado pero criticó la decisión de la policía de devolver el vertedero a los propietarios y solicitó una orden judicial para evitar que el área donde se cree que sus restos puedan estar sea perturbada. La policía fue criticada por no continuar la búsqueda, ya que habían declarado que no era por el dinero gastado en la excavación del vertedero. Un expolicía dijo que si no se trataba del dinero, entonces no había razón para no buscar. El Dr. Stuart Hamilton, un patólogo forense, afirmó que si el cuerpo de McKeague hubiera estado en el camión de basura y hubiera sido aplastado, la tasa de descomposición habría sido más rápida de lo normal para un cuerpo humano. Con la cantidad de desechos en el sitio, la contaminación cruzada de otro ADN humano también era una gran posibilidad.
En agosto de 2017 se reveló que la policía también estaba revisando "material incinerado" que fue transferido desde el vertedero. Ocasionalmente los desechos del vertedero se llevan a la estación de transferencia de Red Lodge y luego a un incinerador en Great Blakenham, cerca de Ipswich. Los huesos que habían sido encontrados en el incinerador estaban siendo investigados, aunque la policía dijo que era más probable que el cuerpo de McKeague aún estuviera en el vertedero. Esta suposición se confirmó más tarde en el mismo mes cuando la policía anunció que los huesos no eran humanos.
También en agosto de 2017, la familia restableció la recompensa de 50,000 £ por información. El dinero fue donado por un empresario local anteriormente en la investigación, pero había sido retirado cuando la policía comenzó a buscar en el vertedero.

### Publicación de las imágenes de CCTV
El 21 de septiembre de 2017, la policía de Suffolk publicó cuatro imágenes de CCTV de personas que, según dijeron, podrían haber sido testigos de la desaparición de McKeague doce meses antes. También establecieron un 'puesto' en el centro de la ciudad de Bury St Edmunds para pedir información y, con suerte, generar nuevas líneas de investigación.

### Segunda búsqueda en el vertedero
En octubre de 2017, la policía de Suffolk anunció que se iniciaría otra búsqueda en el vertedero de Milton en Cambridgeshire. Esta búsqueda se centraría en un área adyacente al área de búsqueda anterior, pero que se creía que contenía desechos llevados al sitio alrededor del momento en que McKeague desapareció. Una revisión de la investigación sobre la desaparición de McKeague por una unidad de policía especializada con sede en East Midlands, respalda la teoría de la policía de Suffolk de que McKeague se metió en un contenedor en la zona de Horseshoe de Bury St Edmunds y fue llevado por un camión de basura al vertedero en Milton. A pesar de esto, la policía insinuó que la búsqueda de McKeague en el vertedero finalizaría en la Navidad de 2017.
La policía de Suffolk anunció el 26 de marzo de 2018 que la búsqueda del aviador desaparecido se suspendía ya que "no quedaban líneas realistas de investigación". La Federación de Policías de Suffolk señaló que la investigación había traído "presiones fuertes" a la policía. El día después del cierre del caso por parte de la policía de Suffolk, la madre y los hermanos de McKeague aparecieron en el programa de Victoria Derbyshire para resaltar lo que citaron como "inconsistencias" en los datos que se refieren al peso transportado en el camión. La madre de Mckeague declaró que los datos fueron manipulados o "alguien le está mintiendo a la policía".
En abril de 2018, el padre de Corrie McKeague, Martin, reconoció que su hijo probablemente estaba muerto y que esperaba celebrar un servicio conmemorativo en el verano de 2018 para "ayudarlo a él y a sus seres queridos a cerrar el episodio después de la decisión de la policía [ de dejar de buscar en el vertedero y cerrar la investigación ] ". Algunas personas, incluido el padre de McKeague en una entrevista con el periódico británico Daily Mirror, habían sugerido la posibilidad de que Corrie McKeague se hubiera suicidado debido a las presiones de la paternidad. Esto fue refutado por el resto de la familia que explicó que el primer mensaje de texto que notifica a McKeague que April Oliver estaba embarazada no fue enviado a su teléfono hasta después de que este hubiera desaparecido.
Más tarde, su padre emitió una declaración en las redes sociales que decía que McKeague estaba en el sistema de eliminación de desechos de Suffolk en alguna parte, pero que "sus restos son esencialmente irrecuperables". Martin McKeague reconoció que su hijo era propenso a dormir dentro y encima de los contenedores y que estaba en el contenedor que el camión llevó al vertedero de desechos en la mañana del 24 de septiembre de 2016. Al mismo tiempo, la madre de McKeague declaró que continuaría buscando respuestas, citando el hecho de que el forense no había emitido un certificado de defunción ya que todavía se suponía que estaba desaparecido en lugar de muerto.

## Teorías
El detective retirado de la Policía Metropolitana, Colin Sutton, hizo constar que la desaparición de McKeague no había sido intencionada, ya que los preparativos de una desaparición siempre dejan una huella. Sutton también dijo que se vio a McKeague caminando hacia un callejón sin salida que estaba bloqueado por un alto muro y una cerca y que no había ninguna imagen en el circuito cerrado de televisión en la que se le viera saliendo de él. Dudaba de que McKeague hubiera sabido dónde estaban ubicadas las cámaras de CCTV, lo que, según Sutton, también era indicativo de que no se había ido intencionalmente. Las cámaras de CCTV, operadas por el ayuntamiento, no ofrecían una cobertura del 100%. Incluso después de una revisión de las grabaciones de CCTV operadas en privado, no hubo más avistamientos de McKeague. El tío de McKeague, Tony Wringe, dijo que el área de la calle Brentgovel en la que se mostró a McKeague caminando en las imágenes de CCTV, había sido sometida a pruebas físicas y se demostró que era imposible que no hubiera sido grabado por las cámaras de CCTV si se hubiera ido a pie. Sutton dijo que su suposición era que había otra persona, u otras personas, involucradas en la desaparición de McKeague.
El trabajo de McKeague en la RAF no fue un factor que contribuyera a la investigación, según el detective principal. La desaparición intencionada también fue puesta en duda por el estado feliz en que se encontaraba McKeague en ese momento; estaba haciendo planes para encontrarse con su hermano, Darroch, la noche en que desapareció, según su último mensaje de texto enviado a las 03:08. También había reservado vuelos para ir a casa a Dunfermline para Halloween. Su madre también señaló que amaba a su perro, que mantuvo en la base de RAF Honington y que no lo habría dejado intencionalmente. También declaró que había tres escenarios posibles: que se viera involucrado en un accidente y estaba muerto, que se hubiera ido voluntariamente o que un tercero estuviera involucrado en su desaparición. Dieciocho meses después, en marzo de 2018, se reveló que las cuentas bancarias y de redes sociales de McKeague no habían sufrido ninguna modificación después de su desaparición.
Aunque no se discute abiertamente, se han establecido algunos paralelos entre la proximidad (60 km de distancia) de la desaparición de McKeague con un intento de secuestro de un militar en la base RAF Marham en julio de 2016. Mientras que el secuestro fue una de las vías de la investigación, la madre de McKeague, quien es oficial de enlace familiar con la Policía dee Escocia, dijo que eso no era algo de lo que la policía le hubiese informado a ella. En diciembre de 2016, el comandante cesante de la base de RAF Honington, el capitán de grupo Mick Smeath descartó cualquier vínculo entre el intento de secuestro en RAF Marham y la desaparición de McKeague.
En noviembre de 2016, la familia emitió un comunicado en Facebook diciendo que no estaban contentos con la investigación policial. El tío de McKeague, Tony Wringe, dijo que "Este es un equipo de investigación importante en nombre pero que no funciona". La familia también dijo que la decisión de no buscar el teléfono de McKeague en el vertedero en el área de Barton Mills había sido incorrecta.
Después de que la policía detuviera la búsqueda en el vertedero en julio de 2017, Nicola Urquhart declaró que no estaba de acuerdo con la versión de los hechos presentada por la policía de Suffolk. Sostenían que McKeague durmió en un contenedor, que luego el camión lo aplastó y luego sus restos fueron enterrados en el vertedero o incinerado en Great Blakenham. Nicola Urquhart señala que Corrie había dormido en la puerta de una tienda en la calle Brentgovel durante casi dos horas. Le resultaba difícil creer que fuera a dormir al contenedor; ella sostenía que un tercero estuvo involucrado. Al mismo tiempo, en agosto de 2018, también sostuvo que podría haber sido posible que McKeague hubiera abandonado la zona de Horseshoe sin ser detectado por las cámaras de CCTV, cuando una parte fundamental de la investigación se había centrado en la creencia de que era imposible no detectar a McKeague en el CCTV si había abandonado el área a pie.
Cuando se acercaba el segundo aniversario de la desaparición de McKeague, Nichola Urquhart reveló que la policía solo tenía imágenes del CCTV del sábado por la mañana hasta las 12:00. Supuso que McKeague podría haberse levantado de la calle Horseshoe después de dormir y haberse ido en cualquier momento después de que se detuvo la grabación del CCTV. Como el período de 28 días para retener las imágenes de CCTV había pasado, ya no había forma de determinar si McKeague abandonó la zona más tarde en el mismo día. En una publicación de Facebook en noviembre de 2018, Nichola Urquhart afirma que en su última reunión con la policía de Suffolk, le mostraron algunas imágenes de CCTV de personas que entraban y salían del callejón de Horseshoe la mañana en que McKeague desapareció. Todas las personas en el video usaban ropa oscura, aparte de una persona que se ve saliendo del área con pantalones de color claro del mismo color que McKeague llevaba la noche en cuestión. Urquhart reconoció que era posible que McKeague se fuera y desertara.
En octubre de 2018, la policía de Suffolk reveló que habían analizado los datos de los pesos diarios del contenedor transportados desde el área de Horseshoe al vertedero de Milton y que normalmente estaban alrededor de los 20 kg por lo tanto, en la mañana del 24 de septiembre de 2016, cuando la carga de ese día se registró como de 116 kg, se determinó que McKeague estaba dentro del contenedor que se había vaciado. La policía declaró que creían que los restos de McKeague estaban en algún lugar del vertedero de Milton.

## Costos policiales
En diciembre de 2017, la policía de Suffolk reveló que la investigación había costado más de 1.2 millones de £ en junio de 2017, se habían revisado más de 1,500 toneladas de tierra y desechos en la segunda búsqueda en el vertedero y se investigaron durante más de 2.000 horas las imágenes de las cámaras de CCTV. Para enero de 2018, el costo total de la búsqueda era de 2.1 millones de £.
Peter Aldous, diputado conservador de la circunscripción de Waveney, solicitó al Parlamento en febrero de 2018 que respaldara una propuesta para reembolsar a la policía de Suffolk los costes causados por la desaparición de Corrie McKeague. Esto significaría que el Ministerio del Interior 'reembolsaría' a la policía 2.15 millones de £ para cubrir la cantidad gastada en la búsqueda de McKeague. Aldous describió la investigación de McKeague y la necesidad de vigilar los partidos de fútbol en Suffolk como "... una ciencia muy difícil ya que se llevarán a cabo hechos que nunca se pueden predecir".
En marzo de 2018, después de gastar un estimado de 2.15 millones de £ en la búsqueda, se hizo una solicitud especial al gobierno del Reino Unido debido al costo involucrado en la desaparición de McKeague, a la que el gobierno otorgó un pago especial de 800,000 £.